# Carl Wilhelm Malm
Carl Vilhelm Malm, född den 9 augusti 1772 på Julkulanniemi i Kuopio landsförsamling, död 18 augusti 1826 i Tuomala, var en svensk militär.  Hans föräldrar var befallningsmannen Johan Malm och Hedvig Sofia Brusin. Han gifte sig 1806 med Sofia Charlotta Salomon.

## Karriär
Malm blev år 1782 volontär vid Savolax jägarregemente, 1783 rustmästare och 1786 förare, samt deltog, ännu ej 17 år gammal, i slaget vid Parkumäki vid fälttåget 1788, då han vann befordran till sergeant, och därefter 1789 till fänrik. Han blev 1796 löjtnant och 1804 kapten och kompanichef.
Malm deltog i kriget 1808 och gjorde sig ett namn som en av den svenska härens tappraste och skickligaste officerare. Bland de tillfällen, vid vilka han synnerligen utmärkte sig kan nämnas erövringen av Kuopio den 12 maj, varefter han blev major i armén, slaget vid Pälkjärvi, där han genom sitt djärva och väl uträknade anfall krossade den ryska styrkan som var dubbelt starkare än hans egen samt det nattliga anfallet vid Virta bro i Idensalmi den 27 oktober, då han anförde förtrupperna och framstörtade med sådan häftighet, att en rysk bataljon genast sträckte gevär och gav sig tillfånga. Nästa månad blev Malm, som nu var överstelöjtnant, sårad och tillfångatagen. Efter Fredrikshamnsfreden tillkännagav han sin önskan att få stanna i Finland och begärde sitt avsked, som beviljades honom med tillägg av adelsdiplom och en hovjägmästarefullmakt.

## Utmärkelser
- Silvermedalj för tapperhet i fält för slaget vid Parkumäki, 1789.[2]
- Riddare av Svärdsorden, 1808
- Riddare med stora korset av Svärdsorden, 4 maj 1810.

## Fänrik Ståls sägner
Malm omnämns i Johan Ludvig Runebergs epos Fänrik Ståls sägner i bland annat dikten om löjtnant Zidén.